# Kewa
Kewa ist die einzige Gattung der Familie Kewaceae in der Ordnung der Nelkenartigen (Caryophyllales) innerhalb der Bedecktsamigen Pflanzen (Magnoliopsida). Die seit 2018 nur noch etwa sechs Arten sind von der Insel St. Helena über das östliche sowie südliche Afrika bis Madagaskar verbreitet.

## Beschreibung

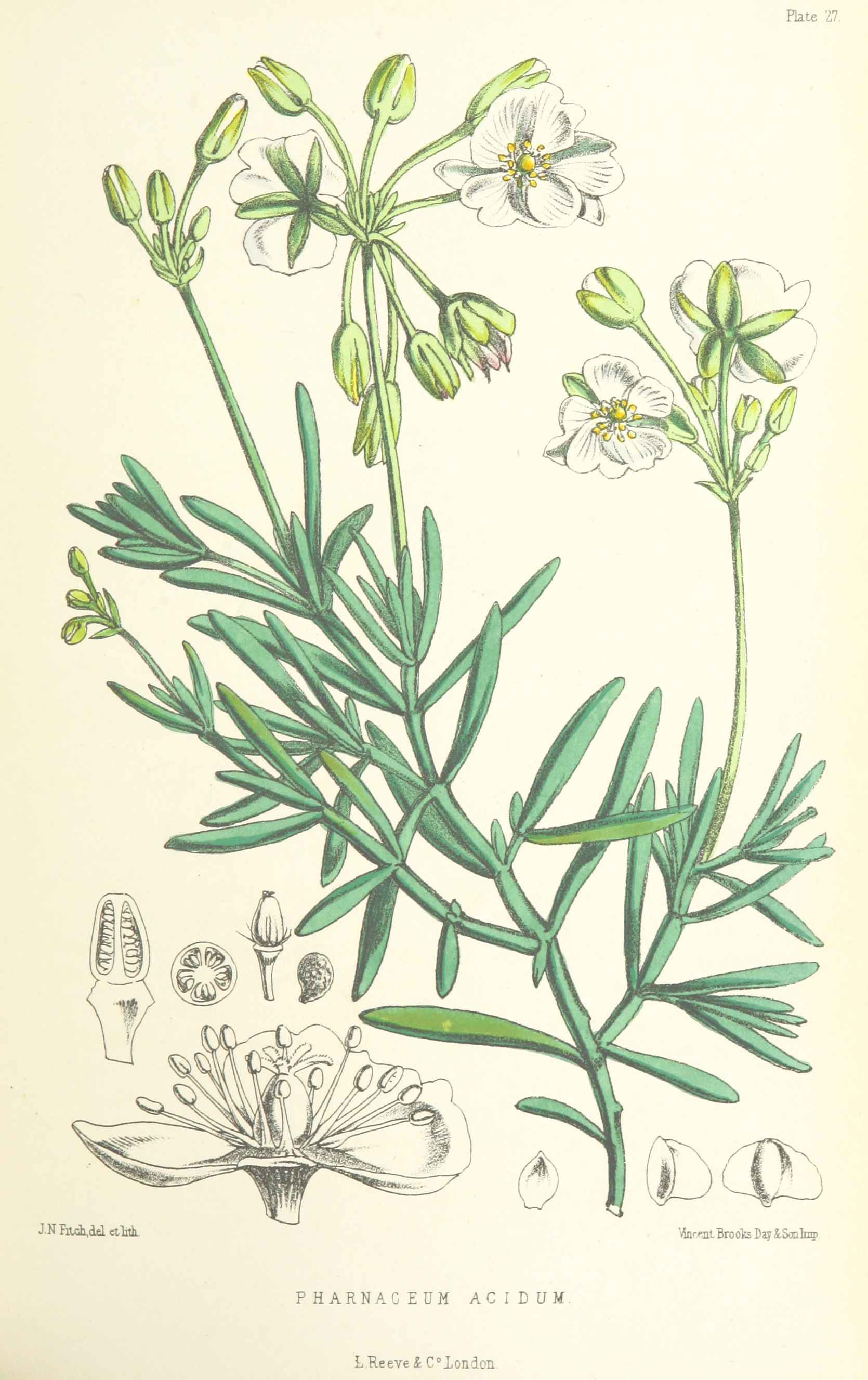
Illustration von Kewa acida aus MELLISS, 1875, S. 315, Tafel 27

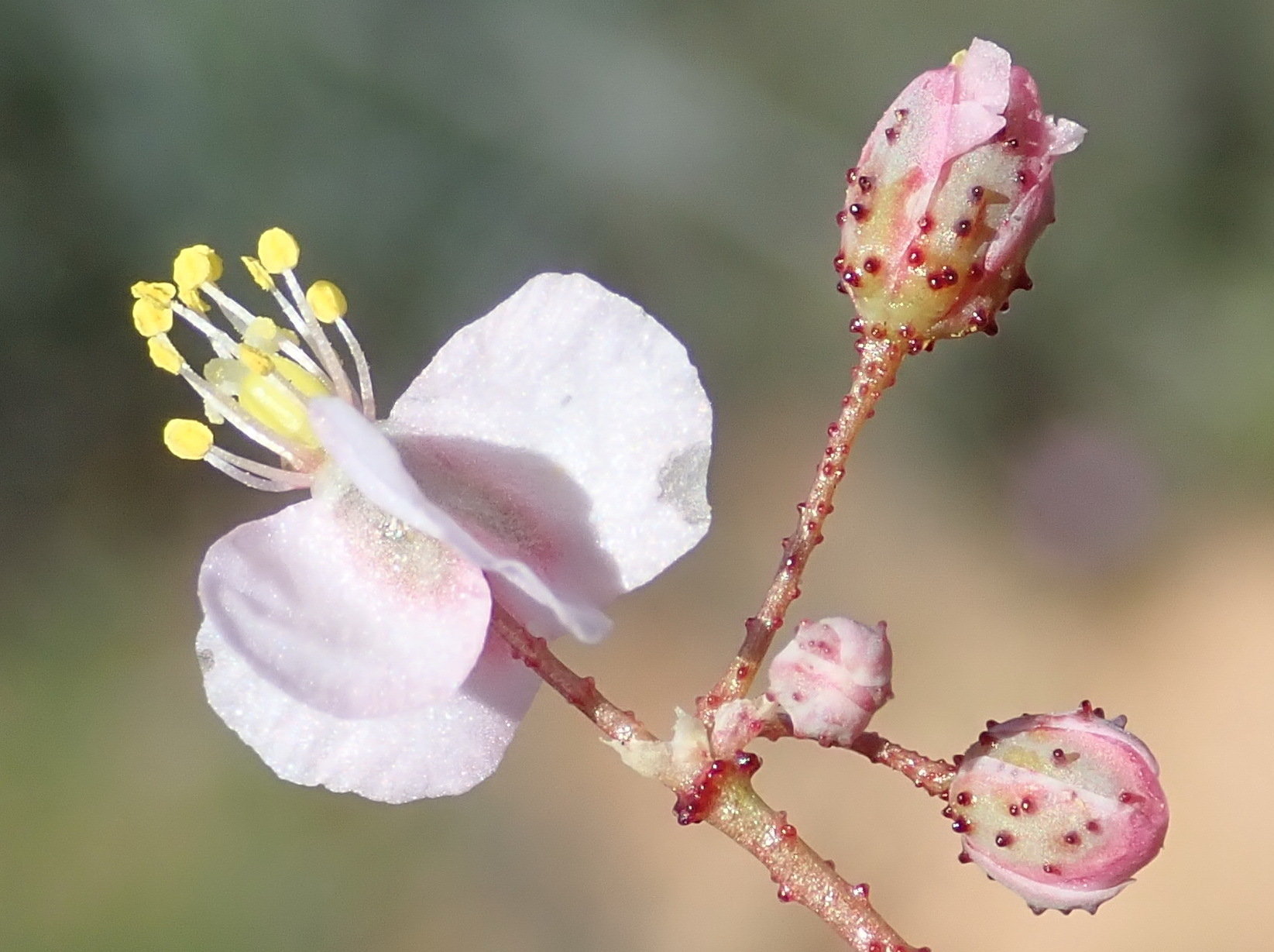
Blüte und Blütenknospen von Kewa salsoloides

### Vegetative Merkmale
Kewa-Arten wachsen als einjährige bis ausdauernde krautige Pflanzen, die manchmal etwas verholzen können. Sie sind leicht sukkulent. Die oberirdischen Pflanzenteile sind mit kurzen Drüsenhaaren, die oft einer dauerhaften Basis aufsitzen, behaart (Indument).
Die Blattstellung ist wechselständig oder gegenständig, aber nicht quirlig. Die Blattspreiten sind linealisch und stielrund. Es sind Nebenblätter vorhanden, die mit der Blattspreitenbasis verwachsen sind.

### Generative Merkmale
Endständig oder scheinbar seitenständig befindet sich auf einem langen Blütenstandsschaft ein doldenartiger Blütenstand.
Die zwittrigen Blüten sind radiärsymmetrisch und fünfzählig mit einfacher Blütenhülle. Von den fünf Kelchblättern werden drei oder vier kronblattähnlich und sind meist weiß oder rosafarben. Echte Kronblätter fehlen. Jede Blüte enthält meist 5 bis 15 Staubblätter, selten sind es weniger. Die Staubfäden sind kurz verwachsen. Die dorsifixen Staubbeutel öffnen sich mit Längsschlitzen. Drei bis fünf Fruchtblätter sind zu einem oberständigen Fruchtknoten verwachsen.
Die häutige Kapselfrucht öffnet sich fachspaltig (lokulizid).

## Nutzung
Die Laubblätter von Kewa-Arten sind essbar und schmecken leicht sauer. Der Geschmack rührt von der Anwesenheit von Oxalsäure her.

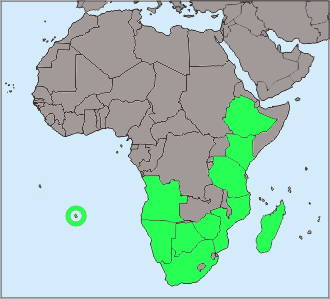
Verbreitungskarte

## Systematik und Verbreitung
Die Gattung Kewa wurde 2014 durch Maarten Joost Maria Christenhusz in Christenhusz et al.: On the disintegration of Molluginaceae: a new genus and family (Kewa, Kewaceae) segregated from Hypertelis, and placement of Macarthuria in Macarthuriaceae. In: Phytotaxa, Volume 181, Issue 4, Oktober 2014, Seite 238 aufgestellt. Der Gattungsname Kewa entstand aus dem Namen des Stadtteils Kew von London, in dem sich mit den Royal Botanic Gardens eines der botanischen Zentren der Welt befindet.
Molekulargenetische Studien zeigten, dass die Familie Molluginaceae im alten Umfang polyphyletisch ist. Einige Gattungen wurden bereits vor 2014 ausgegliedert in beispielsweise die Familien Caryophyllaceae, Limeaceae, Lophiocarpaceae, Microteaceae. Die Arten, die seit 2014 in die Gattung Kewa gestellt werden, wurden davor in die Familie der Molluginaceae gestellt. Diese erwies sich aber als nicht monophyletisch. Durch Ausgliederung der Gattung Macarthuria in eine eigene Familie der Macarthuriaceae und einiger Arten des bisherigen Gattung Hypertelis konnte die Einheitlichkeit der Familie Molluginaceae wiederhergestellt werden. Maarten Joost Maria Christenhusz et al. 2014 stellten die Arten, die nicht in die Klade von Hypertelis passen, in eine eigene Gattung Kewa Christenh. und diese in eine 2014 neu geschaffene Familie Kewaceae Christenh.
Die Stellung der Gattung Kewa als einzige Gattung der Familie Kewaceae innerhalb der Ordnung der Nelkenartigen (Caryophyllales) wurde durch APG IV 2016 bestätigt.
Die Kewa-Arten kommen vom südlichen Äthiopien über das südwestliche Angola, Kenia, Tansania und südliche Mosambik bis ins südliche Afrika, in Madagaskar und auf St. Helena vor.

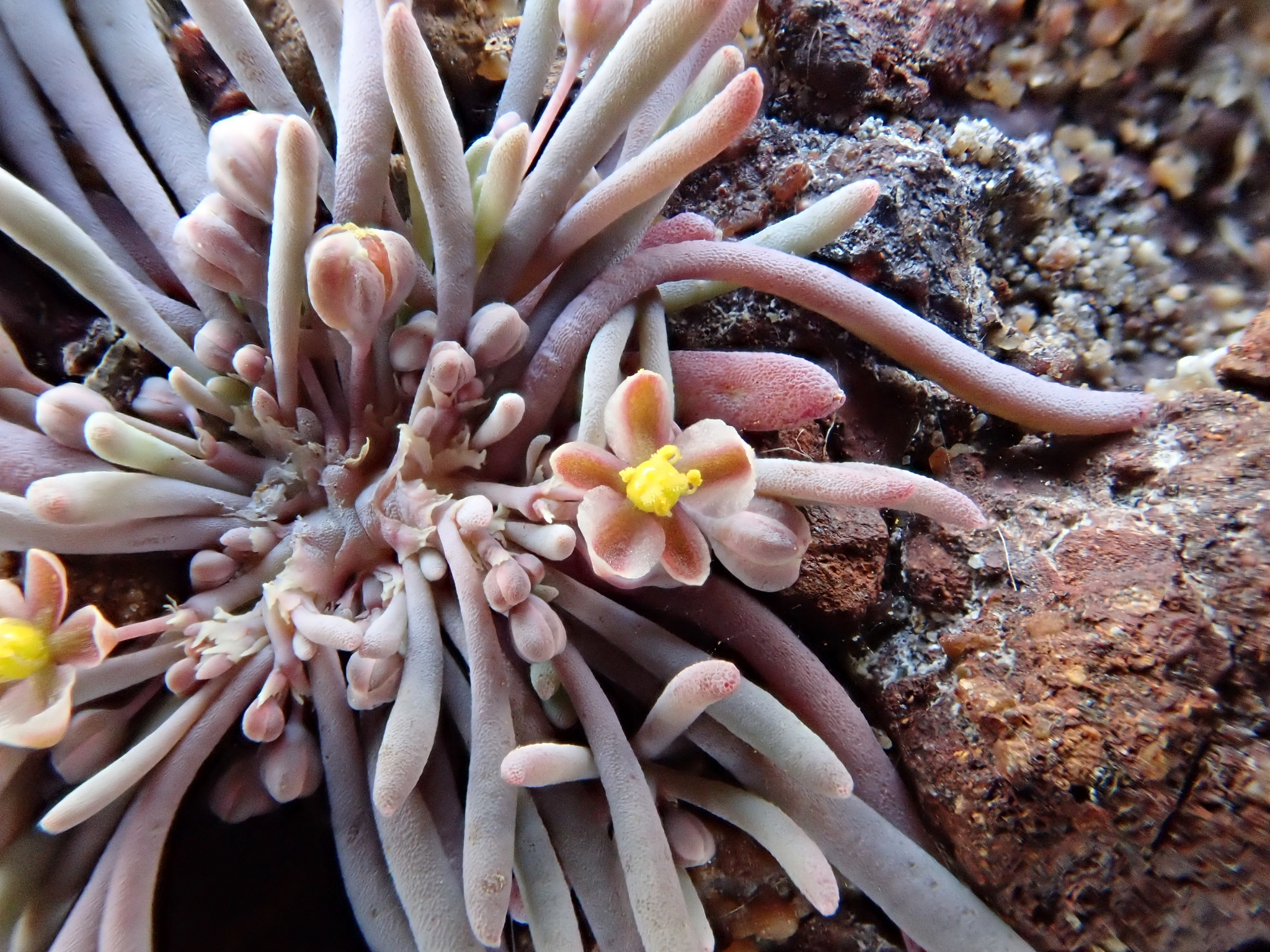
Kewa arenicola

Die Gattung Kewa umfasste 2014 acht Arten, seit 2018 sind es nur noch sechs, da zwei Taxa zu Synonymen wurden:
- Kewa acida (Hook. f.) Christenh. (Syn.: Pharnaceum acidum Hook. f., Hypertelis acida (Hook. f.) K.Müll.): Dieser Endemit kommt nur im südlichen und südöstlichen St. Helena vor.[4][1]
- Kewa angrae-pequenae (Friedrich) Christenh.: Sie kommt von Namibia bis zum Westkap vor.[4]
- Kewa arenicola (Sond.) Christenh. (Syn.: Kewa trachysperma (Adamson) Christenh.)[2]: Sie kommt im südlichen und westlichen Südafrika vor.[4]
- Kewa bowkeriana (Sond.) Christenh. (Syn.: Kewa suffruticosa (Adamson) Christenh.): Sie kommt vom südlichen Äthiopien bis ins südliche Afrika[4] und in Madagaskar vor.[2]
- Kewa caespitosa (Friedrich) Christenh.: Sie kommt in Namibia und in der südafrikanischen Provinz Freistaat vor.[4]
- Kewa salsoloides (Burch.) Christenh. (Syn.: Pharnaceum salsoloides Burchell, Pharnaceum verrucosum Ecklon & Zeyher, Hypertelis salsoloides (Burch.) Adamson, Hypertelis verrucosa (Ecklon & Zeyher) Fenzl): Sie kommt vom südlichen Mosambik und südwestlichen Angola über Namibia bis Südafrika vor.[4][1]